# SIMロック
SIMロック（シムロック、英: SIM lock）とは、特定のSIMカードを差し込んだ場合のみ通信機能が動作するように携帯電話や通信モジュール等の通信端末に施される制限のことである。

## 概要
通信端末を販売する際、指定するSIMカードのみ通信可能で、その他のSIMカードは通信不可となるSIMロックを施す場合がある。SIMロックは通信事業者であるキャリアが販売するものが多いが、キャリア以外販売の端末でもUQ mobileなどの例がある。
SIMロックが施されていないことは「SIMフリー」と称される。日本では「SIMロックフリー」とも呼ばれるが、和製英語であり、海外ではSIMを自由に制限するの意味になる。世界ではアンロック、Unlockedと称される事例が多い。「SIMフリー」はSIMロックを施さずに販売する端末を指し、「SIMアンロック」、Unlocked はSIMロックを解除した端末を指すとして区別する向きもある。
SIMロック端末はSIMロックと合わせ、キャリアが使用する通信方式や周波数に特化した仕様とされる場合がある。SIMロックを解除した端末あるいはSIMフリー端末でも、通信方式および周波数を使用する通信事業者のものと一致させる必要があり、本来想定された通信事業者以外の使用は、使用可能地域に一部制限が存在する場合もある。独自の周波数帯を用いる地域や通信事業者ではこの制限が影響する。
端末の使用には、それぞれの国家・地域に存在する無線設備に関する無線局認証制度、日本では技適マーク：技術基準適合証明および技術基準適合認定、に適合が必要で、陸上移動局として輸入して未適合の端末は使用できない。2015年（平成27年）に電波法が改正され、訪日外国人が持ち込んだ未認定の端末で総務大臣が告示するものは、「入国日から90日以内は適合表示無線設備とみなし」て免許不要局の一種として使用を認めている。

### メリット
端末がSIMロックされていることで、キャリアは利用者の長期契約による原資を開発や販促に費やすことが可能で、利用者は廉価に最新の電話機を入手できる。端末製造メーカーは、特定キャリアに特化して通信規格・周波数を最適化し通信速度、通信品質の向上や装置の小型化、バッテリーの容量増加などの消費者にメリットに成ることと、認証など開発経費の低減が可能となる。通信事業者は顧客の囲い込みが容易となる。中古相場では安く取引されているため、比較的安価に入手できる。

### デメリット
利用者の利便性が阻害されて流動性が低下する。支払いを完済した端末のSIMロックは、所有権の侵害に当たるとして法的に争われる事例がある。中古相場ではSIMフリー版が高額で取引されている。製造メーカーは、各通信キャリアの通信規格ごとに装置開発や設計が必要となり、大量生産低価格が行えずに安価で大量生産された高スペックなグローバルモデルに不利になったり、国外市場に参入する余力を削がれ、国内に注力したくても国内需要をキャリアが分割し大量生産の上限が生まれ量産効果が発揮できない不健全な経済構造をもたらした。また、メーカーとキャリアは低価格の対策として装置価格の販売価格を下げ通信料で装置代を回収するサブスク化し、短期間に機種変更するユーザーが優遇化され長期使用者が他者の装置代を通信費で補償する格差が生まれた。さらに、国外メーカーは通信規格・方式の制限に受けてもグローバルモデルを低価格で投入し、低価格低品質のレッテルを貼られながらも確実に知名度を向上させ、後の本体価格上昇の時流に乗りフラッグシップのグローバルモデルを低価格で投入し量産効果の小さい国内メーカーを圧倒した。

## 各国の状況
SIMロックの実施状況は国や地域によって様々である。一般的に、通信サービスの発展途上国ではキャリアに投資インセンティブを持たせるためSIMロックが許容されており、通信サービスで一定の成熟をみた国ではサービス競争を促進するためSIMロック解除が義務化される傾向にある。

### SIMロックが行われている（または行われていた）主要国・地域

#### 日本
日本の携帯電話の販売体系は、キャリアが携帯電話機メーカーから端末を買い取って販売する、キャリア主導型である。キャリア施策の販売奨励金を原資として代理店が端末を廉売する場合、SIMロックが多い。
従来SIMロックが主体の日本でSIMフリー化が進められている。総務省は2010年にキャリアや携帯メーカーとSIMロックを解除を合意したと報じられたが、2015年に総務省は各キャリアのSIMロック解除を義務化する方針を決めた。
NTTドコモとKDDI・沖縄セルラー電話連合は、2015年5月1日以降に発売された新機種より、購入後180日経過した端末のSIMロック解除を無料で行うと発表している。2015年5月1日以降の発売であっても2015年4月30日以前に発売された機種の再販売の場合は、SIMロック解除の対象外となっている。
全ての端末がSIMフリーになることで、消費者のキャリア移行が広がり、価格競争が促進され、高止まりした通信料金や機種代などを下げる効果が期待される。
2014年にGoogleがSIMフリー版のNexus 5を、AppleがSIMフリー版のiPhone 5sやiPhone 5cをApple Storeで販売開始している。キャリアを経由しないグローバルモデルの販売も広がっている。2014年の調査でSIMフリー端末を検討する人が全体の1割で、通信を自由に選びたいユーザーが増えてキャリア離れが加速している。仮想移動体通信事業者 (MVNO) がSIMフリー端末を回線契約とセットで販売することも増えており、プラスワン・マーケティングにFREETELブランドなど端末メーカーがMVNOを兼業することもある。
日本国内の事情により、SIMロック解除端末やSIMフリー端末の利用は留意点がある。
- NTTドコモで、特に山間部で使用されている800MHz帯（3G/W-CDMAはバンド6、LTEはバンド19）はドコモ独自のものであり、日本国外では使用されていない。そのため他キャリアの端末および日本国外から並行輸入されたSIMフリー端末では、これらの周波数帯に非対応の物が多く、そうしたケースでは山間部で繋がりにくく、バンド1その他のエリア内でしか利用できない。ただし並行輸入ではなく、日本で正規販売されているSIMフリー端末は殆ど対応しているため、山間部でも問題はない。FOMAプラスエリアも参照。
- auは3Gの通信方式にCDMA2000を採用しているが、世界では採用例が少なく、かつ周波数帯も独自であるため、他キャリア端末やSIMフリー端末では、対応が困難になっている。加えてLTEバンド1の適法使用には、PHSの使用周波数保護に関する項目付きの技適マークを取得する必要があり、ASUS ZenFone 2など、LTEバンド18対応にもかかわらず、auのLTE網で使用できない端末も存在する[19][20]。
- SoftBankの使用しているバンド8（900MHz帯）は、日本国外でも多く使用されており、SIMフリー端末でもW-CDMA・LTEともに対応していることが多い。ただし2016年現在、SoftBankのMVNOは少数しかなく、実質SoftBankおよびY!mobileでの使用に限られている。
- VoLTEやキャリアアグリゲーション（CA）など、高度な技術を要求するサービスの対応は、IOT（相互接続性試験）を通過させる必要があり、2016年現在では技術的には対応できても、現実的には困難が存在する[21]。それでもiPhoneやarrows M02（富士通）、arrows M03（富士通コネクテッドテクノロジーズ）、ZenFone Go（ASUS）など、一部の機種で対応するものがドコモUIMカード利用時同様の動作は保証対象外である。

また、ドコモminiUIMカードを使用する端末については、以前はイー・アクセスのEM chipにmicroSIMタイプがなく、1.7GHz帯対応端末であっても動作対象外としてきたが、MicroSIM採用のGS01が発売されたこともあり、2012年夏以降に順次確認が取れた機種に利用可否が付けられている。その後、KDDI・沖縄セルラー電話でVoLTEが開始されたことにともなって、VoLTE対応のnanoサイズのUIMカードを用いる端末については、利用可否が公開されるようになっている。
2015年5月以降発売の機種については、前回のSIMロック解除（解除歴の無い契約に関しては、購入時）から6ヵ月経過している必要があり、My docomoでの申し込みであれば、無料で対応する（ドコモショップへの持ち込みは、My docomoで解除ができない端末は無料、できる端末は、4月以前発売の端末と同じ税抜3,000円での有料対応となる）。
2023年10月1日より、 全ての申込み方法にてSIMロック解除手数料を無料となった。
なお、モバイルWi-Fiルーター端末のSIMロック解除については、ショップ預かりで行うため、音声端末・タブレット端末とは異なり、その場での解除はできない。
またSIMロックを解除しても、ドコモのAPNロックは解除されないため、他社のSIMでのテザリングが利用できない場合がある。

##### KDDI・沖縄セルラー電話連合（au）
au 3G端末の一部には盗難抑止のため、特定のSIMカード情報を端末内に記録して他のSIMカードを受け付けないようにする機能がある。この機能は「SIMロック2」「レベル2 SIMロック」などと呼ばれる。
理由は定かではないが、PT003（パンテック製）、および2010年冬モデル以降に発売された一部のスマートフォン及び、2012年冬モデル以降に発売のau 4G LTE（のちのCA対応機種、およびVoLTE対応機種も含む）対応スマートフォン、および、同社がガラホと称する、Android搭載フィーチャーフォンからは「SIMロック2」機能が廃止され、ドコモやソフトバンクと同じ「SIMロック1」となった。パンテック製のSIRIUS α IS06（PTI06）、MIRACH IS11PT（PTI11）、EIS01PT（PT01E）はSIMロック2およびキャリアロックの無いロックフリー、ソニー・エリクソン、モトローラ、サムスン電子、LGエレクトロニクス、Apple、HTC製の端末はキャリア内ロックフリー（SIMロック1）となっている。富士通東芝製のIS12Tも前述メーカー製と同様に「SIMロック1」となっている。いずれもau ICカードであれば、どのカードであっても受付けるが、SIMロック自体はあるため他社のUIMカード等は利用できない。モトローラ製のMOTOROLA PHOTONのように、CDMA2000の識別情報は端末のROMに直接書き込むが、UMTS/GSM用のSIMカードスロットを有している端末もある。こちらは他社SIMないし海外SIMを挿し、ネットワークロック解除コードを入力することでUMTS/GSMも使用可能になる。LGL22やLGL23のように、非公式ながらSIMロックを容易に解除できる機種も存在する。しかしアップデート適用したりROMを焼き変えると、再びSIMロックがかかり解除不能になるため、これらは不完全な解除方法として留まっている。

##### ソフトバンク（SoftBankブランド）
総務省のSIMロック解除ガイドラインの策定を受け、当時のソフトバンクモバイルは、2011年8月より、ごく一部の機種においてソフトバンクショップにて有償でSIMロック解除に応じることを発表した。ただし、SIMロック解除対応端末は2015年4月時点でSoftBank 008Z、SoftBank 009Z、SoftBank 201HW、SoftBank 301F、ZTE Blade Q+のスマートフォン5機種に留まっていた（いわゆる、フィーチャーフォンに至っては、全く対応していなかった）。
なお、SoftBank 003Z、SoftBank 008Z、SoftBank 009Zについては、SIMロックを外した状態で、ソフトバンクオンラインショップにてプリモバイルとして販売されたことがある。
総務省のSIMロック解除ガイドラインの改定を受け、2015年5月より、購入後6か月以上経過した端末はSIMロック解除に応じることを発表した。これにより、同月に発売されたSoftBank 401PMが、フィーチャーフォンとしては初めてSIMロック解除対象の端末となった。
また、ソフトバンクでは通信サービス毎に細かくSIMカードの種類が分かれており、同じソフトバンク内でも通信サービス種別の異なるSIMカードはロックされて使用できないことがある。端末のSIMロック解除をしAPN設定をする事で通信ができるようになるSIMもあるが、一部契約では同じ種類の端末でないと使用できない場合がある。こうした仕様は俗に「社内SIMロック」「キャリア内SIMロック」また、IMEIで判別することから「IMEI制限」などと呼ばれる。

##### ソフトバンク・ウィルコム沖縄連合（Y!mobileブランド）
旧イー・モバイル時代当初から、ローミング対応機種については海外キャリアのSIMのみSIMロックフリーで利用可能としてきた。
2011年に入る前後以降に発売された機種（音声端末はS3x系以降の機種、データ端末はGxシリーズ以降）からは、最初から国内キャリア・海外キャリアにかかわらずSIMフリーの状態で発売されていた。
ただし、EMOBILE 4Gに対応したGL09PやGL10P、EMOBILE 4G-Sに対応したEM01F、Y!mobileブランドで、「電話サービス（タイプ1）」で契約する端末など、ソフトバンク株式会社（当時のソフトバンクモバイル株式会社）発行（SoftBankブランドで使用するネットワーク用のものとほぼ同等のもの）のUSIMカードを利用する端末については、（EM01LやNexus 6などのGoogle Nexusシリーズを除き）原則SIMロックが施されている。これについて総務省の研究会がヒアリングを行っているが、事業者に不利益となるおそれが高いとして、該当部分が黒塗りされた書類が公開されている。
2015年10月以降に販売される端末については、SoftBankブランドが同年5月以降に発売した端末同様の形でSIMロック解除に対応させる形で販売しているが、これまでSIMフリーとされていたGoogle Nexusシリーズについても、Nexus 5X以降については他の端末同様に解除に対応した形でSIMロックが掛けられることになった。

##### 中古スマホの普及
SIMフリーの原則義務化により、リサイクルショップなどで発売される中古スマホの販売にも拍車がかかり、2022年5月にMMD研究所が発表した「中古スマホに関する調査」（スマホ所有者18-69歳を対象にした1万人の予備調査を経て、中古スマホを持っている500人に対する本調査を行う）によれば、予備調査1万人を対象としたデータで、中古スマホを購入した人（修理・整備品などのいわゆるジャンク品も含む）が11.6%、親族（家族や友人ら）から譲り受けたものは3.3%で、2016年の統計から比較して中古品は9.8%（2020年の統計と比較すれば5.5%）の上昇（ちなみに新品購入者は91.0%から84.5%と6.5%の低下）していることがわかった。
中古スマホ所有者500人を対象とした本調査で、購入した店舗や通信販売などについて尋ねたところ、「キャリア認定のリユース品」が13.6％、ハードオフが13.2%、ブックオフが11.6%、その他上位にはソフマップ、じゃんぱら、ドスパラなどの店頭販売や、ゲオモバイル、ヤフオク!、amazonなどの通販・オークションサイトからの購入が多かった。また購入回数について中古スマホ購入者を対象にした本調査で問うたところ、「今回初めて購入した」と答えた人が約7割を占め、2回目・3回以上の複数回購入者もそれぞれ15％前後で推移していることがわかった。購入理由（複数回答）については「新品より価格が安い」（36.2%）や「オンライン購入ができる」（13.8%）、「SIMフリーの端末が欲しかった」(12.8%）といった統計がある。
さらに予備調査に参加した1万人に対して、以前使用していたガラケー・スマホなどの携帯電話各種の処分について質問したところ、「自宅保管」が半数の52.4%を占め、次いでキャリアへの下取りサービスの利用（17.3%）、買取店への売却（7.1%）と続いており、家族・親族への譲渡、ネットオークションでの売買などは少数派である。世代別では、30代以上のそれぞれ半数が「自宅保管」と答えている。
また、楽天モバイルを除く大手キャリア各社も相次いで、中古スマホ市場の販売にも参入しつつある。これは従来は端末本体と通信料金を今まで一体化していたものを、完全分離化の義務付けにより、新商品の値引きが抑制される反面、廉価となる中古スマホに傾倒していく点と、SIMロック原則禁止により、中古スマホの流通の円滑化なども挙げられているとされ、日刊工業新聞社の取材に答えた中古スマホ専門店「ニューズドテック」によれば「これまでの中古スマホは、品質やバッテリー、クリーニングなどでマイナスイメージを持たれることが多かったが、携帯キャリアの参入で、こうした悪いイメージが払しょくできる」として、「第2次流通の拡大にも弾みがつく」とする意見がある。
この「キャリア認定リユース品」は、キャリアから購入した新品と同様に端末の分割払いや故障時の補償（ソフトバンク系は除く）などのサービスを受けられるほか、販売時の検品・クリーニングや修理などを行っていることや、バッテリーを新品、ないしはそれに準じる量まで回復させている点などのメリットがあるが、故障時の保証期間が30日間まで、回線契約が別途必要（ソフトバンク系は回線契約しなくても購入可能）といったデメリットもある。
またサポート終了のOS（iOS、AndroidOSなど）が搭載された携帯電話・スマートフォンはその約7割が産業廃棄物で処分の対象とされるが、ニューズドテックが提供する中古スマホのリサイクルレンタル・リースサービス「トリスマ0（旧：みんなのすまほ）」では、これらを無償で回収し、「中古端末としてそのまま使用できるもの」と「廃棄せざるを得ないもの」「分解・パーツなどの修理部品用」とに分けており、中古端末を最新OSに対応できるようにしたものに再生（アップサイクリング）したり、それらの在庫を学校・企業・団体などにリース・レンタルする「スマホカエルプロジェクト」なるサービスを展開している。
しかしながら、中古スマホの多く、特にAndroid系のそれは古いバージョンから最新版へのバージョンアップは通常数年程度で終わるため、最新版へのアップデートが難しい古い機種では、よほどのアップサイクルで最新版に差し替えたもの以外は最新アプリをインストールすらできない場合もあるほか、コンピュータウィルス等による情報漏洩など、セキュリティー面でのリスクを伴う可能性も高いとされている。

#### アメリカ
米国の携帯電話ではAT&T、スプリント、ベライゾンの3社がSIMロックを行っている。日本と同様に2年間の通信料金に加算しての割賦販売が基本であり、一括払いにしていない場合は端末購入から2年を経過し料金の支払いを滞納していないことを条件にSIMロックの解除に応じている。T-モバイルは割賦販売を行っておらず、SIMロックを行っていない。

#### イギリス
イギリスでは、2009年11月10日よりO2以外のキャリアがiPhone販売に参入して独占販売が終了することに伴って、O2がSIMロック解除サービスを始めている。当初はO2のみだったが、現在は他のキャリアもSIMロック解除に応じている。

#### イタリア
イタリアでは18か月に限ってSIMロックを実施することが許され、それ以降はSIMロックの解除が義務付けられている。

#### デンマーク
デンマークでは購入から6か月に限ってSIMロックを実施することが許され、それ以降はSIMロックの解除が義務付けられている。

#### フランス
フランスでは購入から6か月に限ってSIMロックを実施することが許され、それ以降はSIMロックの解除が義務付けられている。

### SIMロックを行っていない（または禁止されている）主要国・地域
- 台湾、中国、ロシアの携帯では、SIMロックを行っていない。
- 中国領の香港ではSIMロックが禁止されており、端末はすべてSIMフリーの状態で販売されている。[29]。